# Diaspidiotus centrafricanus
Diaspidiotus centrafricanus är en insektsart som först beskrevs av Alfred Serge Balachowsky och Michael D. Ferrero 1967.  Diaspidiotus centrafricanus ingår i släktet Diaspidiotus och familjen pansarsköldlöss.
Artens utbredningsområde är Centralafrikanska republiken. Inga underarter finns listade i Catalogue of Life.